# Фузайл Максум
Фузайл Максум (тадж. Фузайл Маҳсум, перс. فضیل مخصوم‎) — один із лідерів антирадянського басмацького руху 1920-х років у Центральній Азії. Таджицький польовий командир, курбаши, понад дев'ять років воював у Східній Бухарі (північний схід сучасного Таджикистану, північ Афганістану та південь Узбекистану) за незалежність Каратегіна та Дарваза. Противник правління останнього бухарського еміра Сеїда Алім-хана.
Місце народження Фузайла Максума точно невідоме: Дарваз або Гіждуван. Був намісником бухарського еміра.
На початку вторгнення Червоної Армії у 1920—1921 роках очолив зібрану ним армію із 3000 моджахедів. Після підпорядкування окремих загонів басмачів Ібрагім-беку, загони Фузайла Максума та Хабібулли Калакані приєдналися до армії колишнього воєнного міністра Османської імперії Енвер-паші, яка вели бої у Східній Бухарі. Бився з червоними в Душанбе та Гісарі до 1922 року.
Після смерті Енвер-паші, якийсь час служив Хаджи-саамі, але наприкінці 1923 року під натиском більшовиків змушений був відступити до Афганістану, звідки неодноразово перетинав радянський кордон і входив в окуповані населені пункти Каратегін і Дарваза.
У 1929 році очолив рейд з Афганістану до Таджикистану під час короткого правління афганського еміра Хабібулли-хана. Внаслідок цього рейду під владою Максума на деякий час перебувало місто Гарм у центральному Таджикистані.
Після поразки в наступних боях, втік та переховувався в Кашгарі (Східний Туркестан).
У середині 1930-х років убитий радянськими диверсантами.